# Wayne Erickson
Wayne Erickson (ur. 8 marca 1959 w Sydney) – australijski międzynarodowy sędzia i działacz rugby union. Sędziował w Super 12, a także w rozgrywkach reprezentacyjnych, w tym w Pucharze Świata.
Grał w rugby na pozycji filara młyna, sędziować zaczął będąc nauczycielem w The Scots College. Był pierwszym na świecie zawodowym arbitrem rugby, a karierę zakończył mając na koncie ponad trzysta seniorskich spotkań. W rozgrywkach Shute Shield poprowadził 140 meczów, w tym cztery finały, otrzymał także kilka wyróżnień stanowego stowarzyszenia sędziowskiego. Pośród jego czterdziestu spotkań Super 12 znajdował się inauguracyjny finał w 1996 roku, a w roku 2000 został uznany za najlepszego arbitra tych rozgrywek. Na arenie międzynarodowej był głównym sędzią w dwudziestu siedmiu testmeczach, w tym w Pucharach Świata w 1995 i 1999.
Po zakończeniu kariery sędziowskiej został zatrudniony przez Australian Rugby Union, by doradzać narodowym reprezentacjom w interpretacji przepisów, z ARU związany był też wcześniej, w latach 1988–1996 był bowiem wysokiej rangi menedżerem. W 2006 dołączył do grona stanowych sędziowskich trenerów, dwa lata później został członkiem komitetu wyznaczającego i oceniającego arbitrów Nowej Południowej Walii. Podobną rolę pełnił następnie w ramach ARU oraz IRB.
W marcu 2008 roku został dyrektorem St Andrew's College Uniwersytetu w Sydney. Wcześniej przez trzy lata pełnił w nim rolę menedżera i sekretarza rady.
Żona Debra, córka Whitney.